# エドワード・アーモンド
エドワード・マロリー・アーモンド（Edward Mallory "Ned" Almond、 1892年12月12日-1979年6月11日）は、アメリカ合衆国の軍人。息子と婿が第二次世界大戦で戦死している。

## 経歴

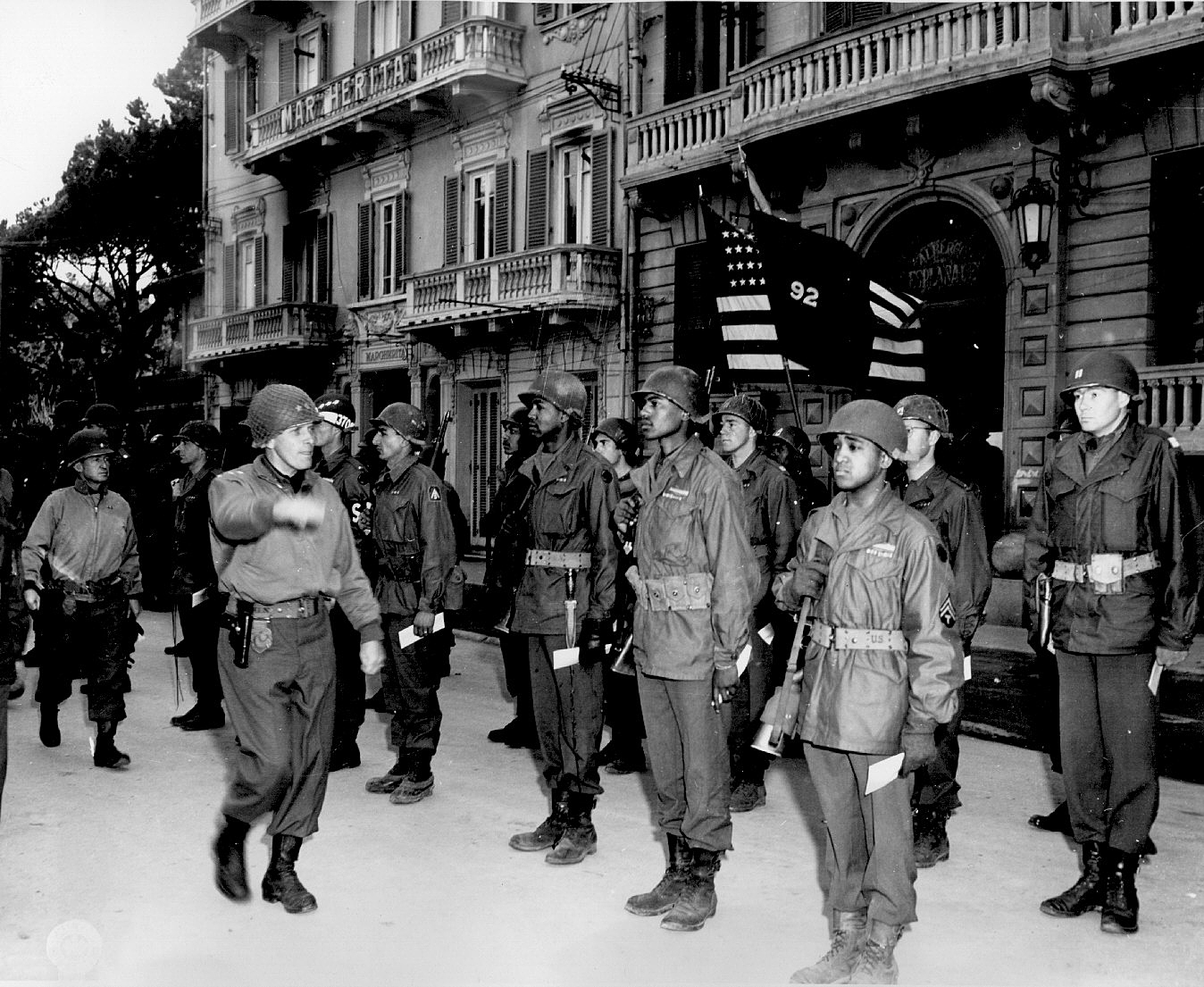
第92師団を視察するアーモンド将軍

1892年12月、バージニア州で生まれる。
1915年、バージニア陸軍専門学校卒業。
第1次世界大戦では第4師団第12機関銃大隊長として奮戦し、負傷して勲章を授与された。
第2次世界大戦では第92師団長としてイタリア戦線を戦った。
1946年11月、GHQ人事部長として東京に赴任。1947年1月アメリカ極東軍がダグラス・マッカーサー司令官とアーモンドら一部のスタッフをGHQと兼任する形で編成された。1949年2月、同司令部参謀長。
1950年6月、朝鮮戦争が勃発すると7月24日に国連軍参謀長を兼任。仁川上陸作戦に際して第10軍団長。1951年、中将。1953年1月、退役。
1961年から1968年までバージニア陸軍専門学校の学長。

## 人物
- ダグラス・マッカーサーに傾倒し、どんな命令でも喜んで実行した。またマッカーサーの信任が厚く、朝鮮戦争終結後にアーモンドを司令官とする駐留軍を朝鮮に置くつもりであったと言われている[2]。
- 責任感が強く、部下に対しても献身的な忠誠を要求したため、極東軍司令部では、その強引さと短気のため誰からも恐れられ「常に強気な（ever sanguine）アーモンド将軍」と言われた[2]。しかし、朝鮮戦争においてはその強気な姿勢から撤退をほとんど認めず、かぶらなくてもいい損害を被っていたのはだれの目にも見て明らかだったため、無能であり大変不評な男であった。だが、リッジウェイは政治的判断から彼を外さず最後まで使った。

## 叙勲
- 殊勲章 (アメリカ陸軍)（英語版） - 1945年[1]
- シルバースター - 1945年7月10日[1]
- 殊勲十字章 - 1950年10月23日[1]
- 殊勲十字章 - 1951年5月28日[1]
- ディスティングシュドサービスメダル - 1951年8月9日[1]